# Lyckokaka

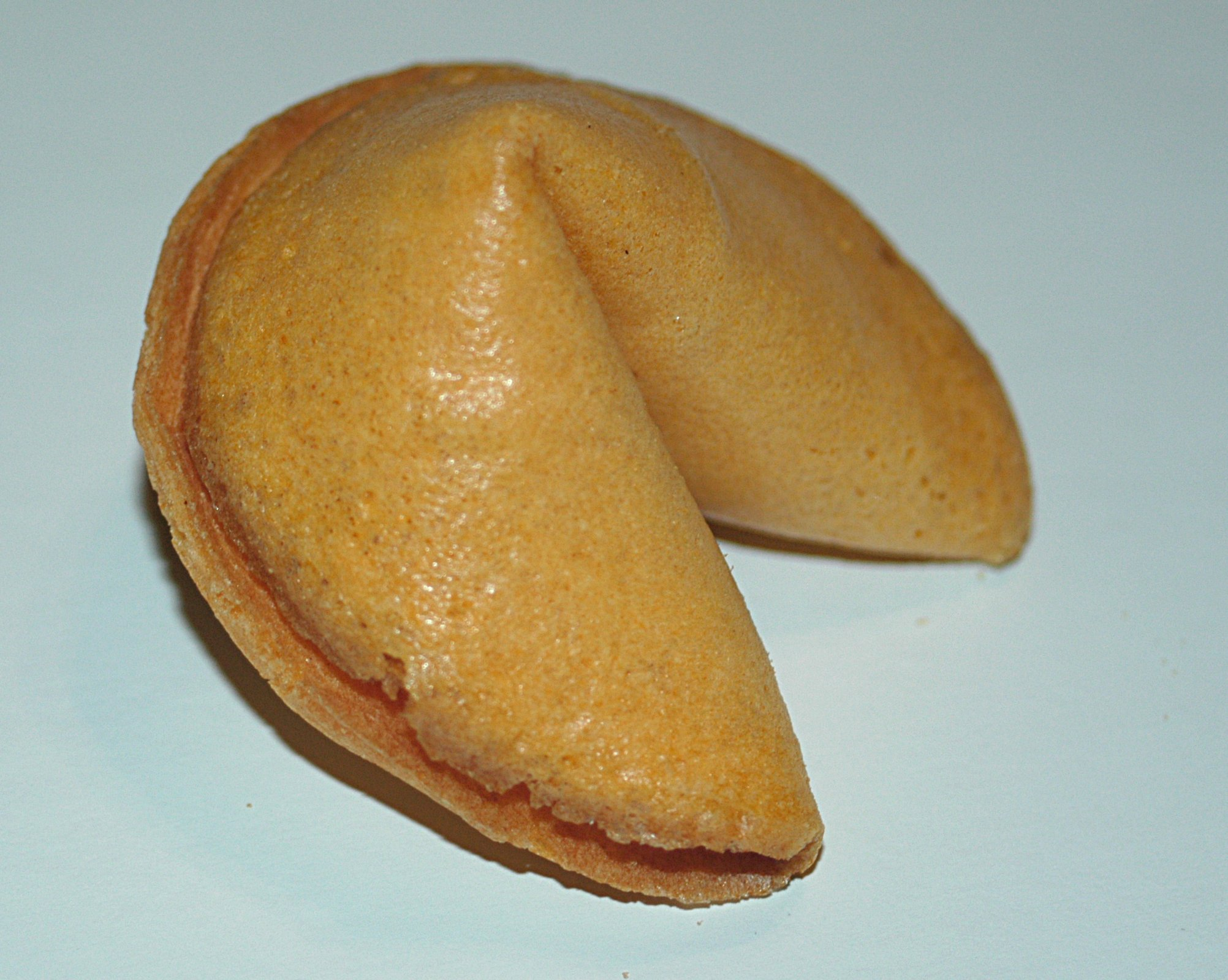
Lyckokaka

Lyckokaka (engelska: fortune cookie) är en asiatisk-amerikansk hård kaka som man får som dessert på kinarestauranger i USA och vissa andra länder. Kakan, som vanligtvis är bakad på mjöl, socker, olja och vanilj, innehåller en liten papperslapp på vilken det står skrivet visdomsord, en vag spådom eller en serie med lyckonummer.
Kakan förekommer inte i Kina och Taiwan, utan är en amerikansk uppfinning. Den anses ha sitt ursprung i en typ av osötad japansk kaka, som i Kalifornien gjordes söt, fick sin form och idén med inbakad papperslapp. Lyckokakor blev väldigt populära på japanska restauranger i Los Angeles och San Francisco i början av 1900-talet. 
När tusentals japaner internerades i samband med andra världskriget – vilket även ledde till att alla japanska restauranger och bagerier stängdes – började istället kinesiska restauranger erbjuda kakorna. Idag förknippas de med kinesisk mat i USA.
Årligen tillverkas cirka 3 miljarder lyckokakor. Nästan alla produceras i USA.